# Ponte delle Zigherane
Il Ponte delle Zigherane è un'opera ingegneristica in ferro realizzata a Rovereto sul torrente Leno, poco a monte della foce con l'Adige e inaugurata nel 1877 durante il periodo dell'Impero austro-ungarico. Ha una lunghezza complessiva di 35 m.

## Storia

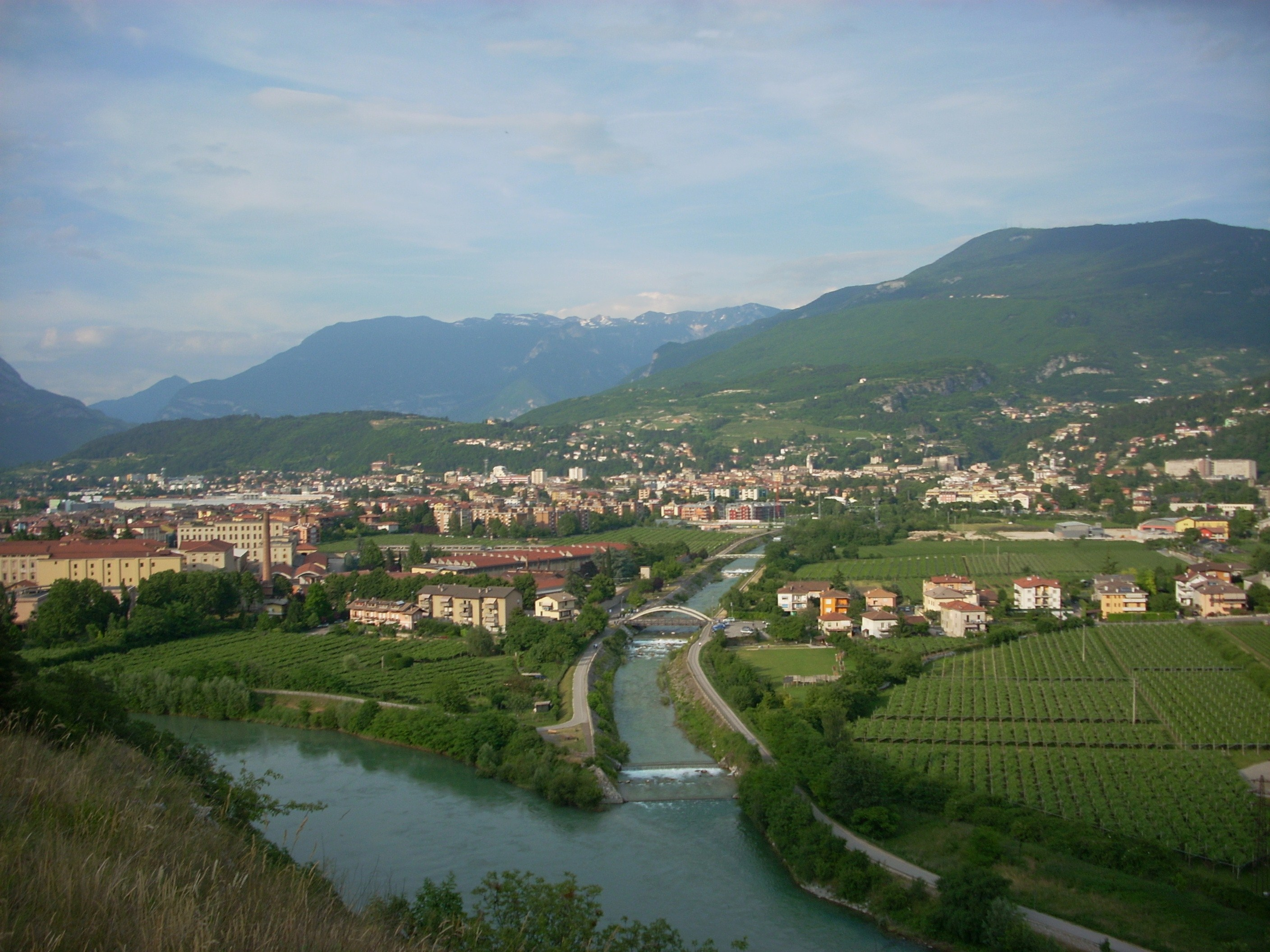
La posizione del ponte, poco prima della confluenza del Leno nell'Adige

La Manifattura Tabacchi di Rovereto iniziò la sua attività attorno alla metà del 1854. Verso la fine del XIX secolo arrivò ad occupare oltre mille operai, per lo più donne (chiamate zigherane). L'obiettivo di dare uno sbocco occupazionale all'area di Borgo Sacco, di Rovereto e dell'intera Vallagarina venne così raggiunto. Le zigherane cominciarono, pochi anni dopo l'apertura della fabbrica, ad autotassarsi per costruire un ponte sul torrente Leno al fine di ridurre sensibilmente il percorso che dovevano affrontare giornalmente per raggiungere la fabbrica e poi per tornare a casa. Sino a quel momento l'unico ponte a Rovereto era il ponte Forbato, in Santa Maria. In seguito iniziarono a battersi per ottenere il primo asilo nido aziendale del Trentino (che venne inaugurato nel 1924).